# Венгрия на летних Олимпийских играх 2016
Венгрия на летних Олимпийских играх 2016 года была представлена 160 спортсменами в 18 видах спорта. Знаменосцем сборной Венгрии на церемонии открытия Игр стал олимпийский чемпион 2012 года в индивидуальной сабле фехтовальщик Арон Силадьи, а на церемонии закрытия — пловчиха Катинка Хоссу, ставшая на Играх трёхкратной олимпийской чемпионкой. По итогам соревнований на счету венгерских спортсменов было 8 золотых, 3 серебряных и 4 бронзовых медалей, что позволило сборной Венгрии занять 12-е место в неофициальном медальном зачёте.

## Медали
| Золото  |                                                               |                                                         |            |
| №       | Спортсмены                                                    | Вид спорта (дисциплина)                                 | Дата       |
| 1       | Катинка Хоссу                                                 | Плавание (400 метров комплексным плаванием, женщины)    | 6 августа  |
| 2       | Эмеше Сас                                                     | Фехтование (индивидуальная шпага, женщины)              | 6 августа  |
| 3       | Катинка Хоссу                                                 | Плавание (100 метров на спине, женщины)                 | 8 августа  |
| 4       | Катинка Хоссу                                                 | Плавание (200 метров комплексным плаванием, женщины)    | 9 августа  |
| 5       | Арон Силадьи                                                  | Фехтование (индивидуальная сабля, мужчины)              | 10 августа |
| 6       | Габриэлла Сабо Данута Козак                                   | Гребля на байдарках и каноэ (K-2, 500 метров, женщины)  | 16 августа |
| 7       | Данута Козак                                                  | Гребля на байдарках и каноэ (K-1, 500 метров, женщины)  | 18 августа |
| 8       | Габриэлла Сабо Данута Козак Тамара Чипеш Кристина Фазекаш Цур | Гребля на байдарках и каноэ (K-4, 1000 метров, женщины) | 20 августа |
| Серебро |                                                               |                                                         |            |
| №       | Спортсмены                                                    | Вид спорта (дисциплина)                                 | Дата       |
| 1       | Геза Имре                                                     | Фехтование (индивидуальная шпага, мужчины)              | 9 августа  |
| 2       | Ласло Чех                                                     | Плавание (100 метров баттерфляем, мужчины)              | 12 августа |
| 3       | Катинка Хоссу                                                 | Плавание (200 метров на спине, женщины)                 | 12 августа |
| Бронза  |                                                               |                                                         |            |
| №       | Спортсмены                                                    | Вид спорта (дисциплина)                                 | Дата       |
| 1       | Тамаш Кендереши                                               | Плавание (200 метров баттерфляем, мужчины)              | 9 августа  |
| 2       | Анита Мартон                                                  | Лёгкая атлетика (толкание ядра, женщины)                | 12 августа |
| 3       | Богларка Капаш                                                | Плавание (800 метров вольным стилем, женщины)           | 12 августа |
| 4       | Габор Боцко Геза Имре Андраш Редли Петер Шомфаи               | Фехтование (командная шпага, мужчины)                   | 14 августа |

## Состав сборной
Академическая гребля
1. Бендегуз Петервари-Мольнар
2. Бела Симон
3. Адриан Юхас

 Бадминтон
1. Лаура Шароши

 Бокс
1. Имре Бачкаи
2. Золтан Харча

 Борьба
Вольная борьба
1. Иштван Вереб
2. Даниэль Лигети
3. Жанетт Немет
4. Марианна Шаштин

Греко-римская борьба
1. Петер Бачи
2. Балаж Кишш
3. Виктор Лёринц
4. Тамаш Лёринц

Велоспорт
 Маунтинбайк
1. Андраш Парти

 Водное поло
1. Даниэль Варга
2. Денеш Варга
3. Мартон Вамош
4. Адам Декер
5. Аттила Декер
6. Гергё Заланки
7. Габор Киш
8. Кристиан Манхерц
9. Виктор Надь
10. Мартон Сивош
11. Бала
12. Норберт Хоснянски
13. Балаж Эрдельи
14. Дора Анталь
15. Барбара Буйка
16. Эдина Гангль
17. Кристина Гарда
18. Анна Иллеш
19. Орсолья Кашо
20. Рита Кестельи
21. Ханна Киштелеки
22. Габриэлла Сюч
23. Орсолья Такач
24. Ильдико Тот
25. Дора Цигань
26. Дора Чабаи

Гребля на байдарках и каноэ
 Гребля на гладкой воде
1. Хенрик Вашбаньяи
2. Балинт Копас
3. Аттила Куглер
4. Роберт Мике
5. Петер Мольнар
6. Шандор Тотка
7. Йонатан Хайду
8. Тибор Хуфнагель
9. Беньямин Цеинер
10. Тамаш Шоморац
11. Наташа Душев-Янич
12. Данута Козак
13. Габриэлла Сабо
14. Кристина Фазекаш Цур
15. Тамара Чипеш

 Дзюдо
1. Барна Бор
2. Кристиан Тот
3. Миклош Унгвари
4. Миклош Цирьенич
5. Ласло Чокньяи
6. Абигель Йоо
7. Хедвиг Каракаш
8. Эва Черновицки

 Лёгкая атлетика
1. Балаж Байи
2. Бенце Веньерчан
3. Габор Йожа
4. Золтан Кёваго
5. Кристиан Парш
6. Шандор Рац
7. Мате Хелебрандт
8. Гашпар Чере
9. Миклош Шрп
10. Барбара Ковач
11. Ксения Крижан
12. Виктория Мадарас
13. Анита Мартон
14. Кристина Папп
15. Рита Речеи
16. Барбара Сабо
17. Тюнде Сабо
18. Дьёрдьи Фаркаш
19. Жофия Эрдейи

 Настольный теннис
1. Адам Паттантиуш
2. Петра Ловаш
3. Георгина Пота

 Парусный спорт
1. Жомбор Берец
2. Беньямин Ваднаи
3. Арон Гадорфальви
4. Шара Чольноки
5. Мария Эрди

 Плавание
1. Габор Балог
2. Петер Бернек
3. Рихард Бохуш
4. Давид Веррасто
5. Беньямин Гратц
6. Гергей Дьюрта
7. Даниель Дьюрта
8. Тамаш Кендереши
9. Гергё Киш
10. Доминик Козма
11. Марк Папп
12. Бенце Пулай
13. Криштоф Рашовский
14. Кристиан Такач
15. Адам Телегди
16. Давид Фёльдхази
17. Петер Холода
18. Давид Хорват
19. Ласло Чех
20. Эвелин Веррасто
21. Река Дьёрдь
22. Богларка Капаш
23. Айна Кешей
24. Флора Мольнар
25. Анна Олас
26. Эва Ристов
27. Лилиана Силадьи
28. Анна Станкович
29. Катинка Хоссу
30. Дальма Шебештьен
31. Жужанна Якабош

 Прыжки в воду
1. Виллё Кормош

 Современное пятиборье
1. Бенце Деметер
2. Адам Мароши
3. Шаролта Ковач
4. Жофия Фёльдхажи

 Спортивная гимнастика
1. Вид Хидвеги
2. Жофия Ковач

 Стрельба
1. Иштван Пени
2. Норберт Сабиан
3. Миклош Татраи
4. Петер Шиди
5. Юлианна Мишкольци
6. Рената Тобаи-Шике
7. Жофия Чонка
8. Виктория Эгри

 Теннис
1. Тимея Бабош
2. Река-Луца Яни

 Триатлон
1. Тамаш Тот
2. Габор Фальдум
3. Маргит Ванек
4. Жофия Ковач

 Тяжёлая атлетика
1. Квота 1

 Фехтование
1. Тамаш Дечи
2. Арон Силадьи
3. Андраш Редли
4. Геза Имре
5. Квота 5
6. Эдина Кнапек
7. Анна Мартон
8. Аида Мохамед
9. Эмеше Сас

## Результаты соревнований

### Академическая гребля
В следующий раунд из каждого заезда проходят несколько лучших экипажей (в зависимости от дисциплины). В отборочный заезд попадают спортсмены, выбывшие в предварительном раунде. В финал A выходят 6 сильнейших экипажей, остальные разыгрывают места в утешительных финалах B-F.
Мужчины
| Соревнование | Спортсмены                 | Предварительный заезд | Предварительный заезд | Предварительный заезд | Отборочный заезд | Отборочный заезд | Отборочный заезд | Четвертьфинал | Четвертьфинал | Четвертьфинал | Полуфинал     | Полуфинал     | Полуфинал     | Финал   | Финал   | Итоговое место |
| Соревнование | Спортсмены                 | Заезд                 | Время                 | Место                 | Заезд            | Время            | Место            | Заезд         | Время         | Место         | Заезд         | Время         | Место         | Время   | Место   | Итоговое место |
| ------------ | -------------------------- | --------------------- | --------------------- | --------------------- | ---------------- | ---------------- | ---------------- | ------------- | ------------- | ------------- | ------------- | ------------- | ------------- | ------- | ------- | -------------- |
| одиночки     | Бендегуз Петервари-Мольнар | 2                     | 7:12,86               | 2 Q                   | не участвовал    | не участвовал    | не участвовал    | 3             | 6:52,80       | 4             | Полуфинал C/D | Полуфинал C/D | Полуфинал C/D | Финал C | Финал C | 14             |
| одиночки     | Бендегуз Петервари-Мольнар | 2                     | 7:12,86               | 2 Q                   | не участвовал    | не участвовал    | не участвовал    | 3             | 6:52,80       | 4             | 2             | 7:18,88       | 1 QC          | 6:57,75 | 2       | 14             |
| двойки       | Адриан Юхас Бела Симон     | 3                     | 6:59,28               | 3 Q                   | не участвовали   | не участвовали   | не участвовали   | не проводится | не проводится | не проводится | 2             | 6:29,12       | 4 QB          | Финал B | Финал B | 9              |
| двойки       | Адриан Юхас Бела Симон     | 3                     | 6:59,28               | 3 Q                   | не участвовали   | не участвовали   | не участвовали   | не проводится | не проводится | не проводится | 2             | 6:29,12       | 4 QB          | 7:03,34 | 3       | 9              |

### Бадминтон
Одиночный разряд
| Соревнование | Спортсмены   | Групповой этап | Групповой этап | Групповой этап | 1/8 финала | 1/4 финала | 1/2 финала | Финал | Итоговое место |
| Соревнование | Спортсмены   | 1 матч         | 2 матч         | Место          | 1/8 финала | 1/4 финала | 1/2 финала | Финал | Итоговое место |
| ------------ | ------------ | -------------- | -------------- | -------------- | ---------- | ---------- | ---------- | ----- | -------------- |
| женщины      | Лаура Шароши | Группа         | Группа         | Группа         |            |            |            |       |                |
| женщины      | Лаура Шароши |                |                |                |            |            |            |       |                |

### Бокс
Квоты, завоёванные спортсменами являются именными. Если от одной страны путёвки на Игры завоюют два и более спортсмена, то право выбора боксёра предоставляется национальному Олимпийскому комитету. Соревнования по боксу проходят по системе плей-офф. Для победы в олимпийском турнире боксёру необходимо одержать либо четыре, либо пять побед в зависимости от жеребьёвки соревнований. Оба спортсмена, проигравшие в полуфинальных поединках, становятся обладателями бронзовых наград.
Мужчины
| Категория | Спортсмены   | Первый раунд        | Второй раунд         | Четвертьфинал        | Полуфинал            | Финал                | Место                |
| Категория | Спортсмены   | Соперник Результат  | Соперник Результат   | Соперник Результат   | Соперник Результат   | Соперник Результат   | Место                |
| --------- | ------------ | ------------------- | -------------------- | -------------------- | -------------------- | -------------------- | -------------------- |
| до 69 кг  | Имре Бачкаи  | FRAС. Сиссоко П 0:3 | завершил выступление | завершил выступление | завершил выступление | завершил выступление | завершил выступление |
| до 75 кг  | Золтан Харча | TKMА. Ачилов В 2:1  | CUBА. Лопес (1) :    |                      |                      |                      |                      |

### Борьба
В соревнованиях по борьбе, как и на предыдущих трёх Играх, будет разыгрываться 18 комплектов наград. По 6 у мужчин в вольной и греко-римской борьбе и 6 у женщин в вольной борьбе. Турнир пройдёт по олимпийской системе с выбыванием. В утешительный раунд попадают участники, проигравшие в своих поединках будущим финалистам соревнований. Каждый поединок состоит из двух раундов по 3 минуты, победителем становится спортсмен, набравший большее количество технических очков. По окончании схватки, в зависимости от результатов спортсменам начисляются классификационные очки.
Мужчины
Вольная борьба
| Категория | Спортсмены     | Первый раунд       | 1/8 финала         | Четвертьфинал      | Полуфинал          | Финал              | Место |
| Категория | Спортсмены     | Соперник Результат | Соперник Результат | Соперник Результат | Соперник Результат | Соперник Результат | Место |
| --------- | -------------- | ------------------ | ------------------ | ------------------ | ------------------ | ------------------ | ----- |
| до 86 кг  | Иштван Вереб   |                    |                    |                    |                    |                    |       |
| до 125 кг | Даниэль Лигети |                    |                    |                    |                    |                    |       |

Греко-римская борьба
На Играх в Рио-де-Жанейро Виктор Лёринц, в отличие от многих борцов, стартовал с первого раунда соревнований в категории до 85 кг, где победил борца из Армении Максима Манукяна 3:0. Во втором раунде Лёринц досрочно одержал победу в поединке с представителем Индии Равиндером Кхатри. Поединок с узбекистанским борцом Рустамом Ассакаловым прошёл в упорной борьбе, но завершился в пользу венгерского борца. Однако затем Лёринц в полуфинале разгромно уступил российскому борцу Давиту Чакветадзе, а следом и проиграл немцу Денису Кудле в борьбе за бронзовую медаль.
| Категория | Спортсмены    | Первый раунд             | 1/8 финала              | Четвертьфинал              | Полуфинал                   | Финал                  | Место |
| Категория | Спортсмены    | Соперник Результат       | Соперник Результат      | Соперник Результат         | Соперник Результат          | Соперник Результат     | Место |
| --------- | ------------- | ------------------------ | ----------------------- | -------------------------- | --------------------------- | ---------------------- | ----- |
| до 66 кг  | Тамаш Лёринц  |                          |                         |                            |                             |                        |       |
| до 75 кг  | Петер Бачи    |                          |                         |                            |                             |                        |       |
| до 85 кг  | Виктор Лёринц | ARMМ. Манукян В 3:0 (PO) | INDР. Кхатри В 4:0 (ST) | UZBР. Ассакалов В 3:1 (PP) | RUSД. Чакветадзе П 1:3 (PP) | За 3-е место           | 5     |
| до 85 кг  | Виктор Лёринц | ARMМ. Манукян В 3:0 (PO) | INDР. Кхатри В 4:0 (ST) | UZBР. Ассакалов В 3:1 (PP) | RUSД. Чакветадзе П 1:3 (PP) | GERД. Кудла П 1:3 (PP) | 5     |
| до 98 кг  | Балаж Кишш    |                          |                         |                            |                             |                        |       |

Женщины
Вольная борьба
| Категория | Спортсмены      | Первый раунд       | 1/8 финала         | Четвертьфинал      | Полуфинал          | Финал              | Место |
| Категория | Спортсмены      | Соперник Результат | Соперник Результат | Соперник Результат | Соперник Результат | Соперник Результат | Место |
| --------- | --------------- | ------------------ | ------------------ | ------------------ | ------------------ | ------------------ | ----- |
| до 63 кг  | Марианна Шаштин |                    |                    |                    |                    |                    |       |
| до 75 кг  | Жанетт Немет    |                    |                    |                    |                    |                    |       |

### Велоспорт

#### Маунтинбайк
Мужчины
| Соревнование | Спортсмены   | Время | Место | Отставание |
| ------------ | ------------ | ----- | ----- | ---------- |
| кросс-кантри | Андраш Парти |       |       |            |

### Водные виды спорта

#### Водное поло

##### Мужчины
Мужская сборная Венгрии пробилась на Игры, заняв первое место по итогам мирового квалификационного турнира.
Состав
| Номер                  | Имя     | Дата рождения | Рост, см | Вес, кг | Клуб    | Игры    | Голы    |
| Вратари                | Вратари | Вратари       | Вратари  | Вратари | Вратари | Вратари | Вратари |
| ---------------------- | ------- | ------------- | -------- | ------- | ------- | ------- | ------- |
| 1                      |         |               |          |         |         |         |         |
| 13                     |         |               |          |         |         |         |         |
| Защитники              |         |               |          |         |         |         |         |
|                        |         |               |          |         |         |         |         |
| Подвижные нападающие   |         |               |          |         |         |         |         |
|                        |         |               |          |         |         |         |         |
| Центральные нападающие |         |               |          |         |         |         |         |
|                        |         |               |          |         |         |         |         |

| Имя           | Гражданство | Дата рождения |
| ------------- | ----------- | ------------- |
| Тибор Бенедек | Венгрия     | 12 июля 1972  |

Результаты
Групповой этап (Группа A)
| Место | Команда   | И | В | Н | П | ГЗ | ГП | +/- | Очки |
| ----- | --------- | - | - | - | - | -- | -- | --- | ---- |
| 1     | Венгрия   | 5 | 2 | 3 | 0 | 57 | 43 | +14 | 7    |
| 2     | Греция    | 5 | 2 | 2 | 1 | 41 | 40 | +1  | 6    |
| 3     | Бразилия  | 5 | 3 | 0 | 2 | 40 | 39 | +1  | 6    |
| 4     | Сербия    | 5 | 2 | 2 | 1 | 49 | 44 | +5  | 6    |
| 5     | Австралия | 5 | 2 | 1 | 2 | 44 | 40 | +4  | 5    |
| 6     | Япония    | 5 | 0 | 0 | 5 | 36 | 61 | -25 | 0    |

| 6 августа 2016 09:00 UTC-3 | Протокол | Сербия                                | 13:13 | Венгрия               | Водный центр имени Марии Ленк Судьи: Адриан Александреску Радослав Корыжна |
| 6 августа 2016 09:00 UTC-3 | Протокол | Счёт по четвертям: 3:5, 3:4, 3:2, 4:2 |       |                       | Водный центр имени Марии Ленк Судьи: Адриан Александреску Радослав Корыжна |
| 6 августа 2016 09:00 UTC-3 | Протокол | Филип Филипович — 3                   | Голы  | 3 — Норберт Хоснянски | Водный центр имени Марии Ленк Судьи: Адриан Александреску Радослав Корыжна |

| 8 августа 2016 13:00 UTC-3 | Протокол | Венгрия                                    | 9:9  | Австралия         | Водный центр имени Марии Ленк Судьи: Борис Маргета Филиппо Гомес |
| 8 августа 2016 13:00 UTC-3 | Протокол | Счёт по четвертям: 4:3, 2:2, 1:3, 2:1      |      |                   | Водный центр имени Марии Ленк Судьи: Борис Маргета Филиппо Гомес |
| 8 августа 2016 13:00 UTC-3 | Протокол | Мартон Вамош, Денеш Варга, Балаж Харай — 2 | Голы | 4 — Ричи Кэмпбелл | Водный центр имени Марии Ленк Судьи: Борис Маргета Филиппо Гомес |

| 10 августа 2016 10:20 UTC-3 | Протокол | Греция                                | 8:8  | Венгрия         | Водный центр имени Марии Ленк Судьи: Ненад Периш Марк Коганов |
| 10 августа 2016 10:20 UTC-3 | Протокол | Счёт по четвертям: 1:2, 1:1, 4:2, 2:3 |      |                 | Водный центр имени Марии Ленк Судьи: Ненад Периш Марк Коганов |
| 10 августа 2016 10:20 UTC-3 | Протокол | Ангелос Влахопулос — 3                | Голы | 3 — Балаж Харай | Водный центр имени Марии Ленк Судьи: Ненад Периш Марк Коганов |

| 12 августа 2016 | Венгрия | ' | Япония | Водный центр имени Марии Ленк |

| 14 августа 2016 | Бразилия | ' | Венгрия | Олимпийский водный центр |

##### Женщины
Женская сборная Венгрии квалифицировалась на Игры, завоевав золотые медали на чемпионате Европы 2016 года
Состав
Результаты
Групповой этап (Группа B)
| Место | Команда | И | В | Н | П | ГЗ | ГП | +/- | Очки |
| ----- | ------- | - | - | - | - | -- | -- | --- | ---- |
| 1     | США     | 3 | 3 | 0 | 0 | 34 | 14 | +20 | 6    |
| 2     | Испания | 3 | 2 | 0 | 1 | 27 | 29 | -2  | 4    |
| 3     | Венгрия | 3 | 1 | 0 | 2 | 29 | 33 | -4  | 2    |
| 4     | Китай   | 3 | 0 | 0 | 3 | 23 | 37 | -14 | 0    |

| 9 августа 2016 09:00 UTC-3 | Протокол | Китай                                 | 11:13 | Венгрия         | Водный центр имени Марии Ленк Судьи: Ненад Периш Георгиос Ставридис |
| 9 августа 2016 09:00 UTC-3 | Протокол | Счёт по четвертям: 2:2, 4:4, 3:6, 2:1 |       |                 | Водный центр имени Марии Ленк Судьи: Ненад Периш Георгиос Ставридис |
| 9 августа 2016 09:00 UTC-3 | Протокол | Ма Хуаньхуань, Ню Гуаньнань — 3       | Голы  | 4 — Дора Цигань | Водный центр имени Марии Ленк Судьи: Ненад Периш Георгиос Ставридис |

| 11 августа 2016 | Венгрия | ' | ' | Водный центр имени Марии Ленк |

| 13 августа 2016 | Венгрия | ' | ' | Водный центр имени Марии Ленк |

1/4 финала
| 15 августа 2016 | Венгрия | ' | ' | Водный центр имени Марии Ленк |

Итог:

#### Плавание
В следующий раунд на каждой дистанции проходят спортсмены, показавшие лучший результат, независимо от места, занятого в своём заплыве.
Мужчины
| Дистанция                        | Спортсмены                                             | Предварительный раунд | Предварительный раунд | Предварительный раунд | Полуфинал             | Полуфинал             | Полуфинал             | Финал                 | Финал                 |
| Дистанция                        | Спортсмены                                             | Заплыв                | Результат             | Место                 | Заплыв                | Результат             | Место                 | Результат             | Место                 |
| -------------------------------- | ------------------------------------------------------ | --------------------- | --------------------- | --------------------- | --------------------- | --------------------- | --------------------- | --------------------- | --------------------- |
| 50 метров вольным стилем         | Кристиан Такач                                         |                       |                       |                       |                       |                       |                       |                       |                       |
| 100 метров вольным стилем        | Рихард Бохуш                                           | 4                     | 48,86                 | 24                    | завершил выступление  | завершил выступление  | завершил выступление  | завершил выступление  | завершил выступление  |
| 100 метров вольным стилем        | Доминик Козма                                          | 4                     | 48,92                 | 26                    | завершил выступление  | завершил выступление  | завершил выступление  | завершил выступление  | завершил выступление  |
| 200 метров вольным стилем        | Доминик Козма                                          | 4                     | 1:46,68               | 12 Q                  | 2                     | 1:47,53               | 15                    | завершил выступление  | завершил выступление  |
| 200 метров вольным стилем        | Петер Бернек                                           | 3                     | 1:49,73               | 37                    | завершил выступление  | завершил выступление  | завершил выступление  | завершил выступление  | завершил выступление  |
| 400 метров вольным стилем        | Петер Бернек                                           | 7                     | 3:48,58               | 21                    | не проводится         | не проводится         | не проводится         | завершил выступление  | завершил выступление  |
| 400 метров вольным стилем        | Гергё Киш                                              | 3                     | 3:54,15               | 38                    | не проводится         | не проводится         | не проводится         | завершил выступление  | завершил выступление  |
| 1500 метров вольным стилем       | Гергей Дьюрта                                          |                       |                       |                       | не проводится         | не проводится         | не проводится         |                       |                       |
| 1500 метров вольным стилем       | Криштоф Рашовский                                      |                       |                       |                       | не проводится         | не проводится         | не проводится         |                       |                       |
| 100 метров баттерфляем           | Бенце Пулай                                            |                       |                       |                       |                       |                       |                       |                       |                       |
| 100 метров баттерфляем           | Ласло Чех                                              |                       |                       |                       |                       |                       |                       |                       |                       |
| 200 метров баттерфляем           | Тамаш Кендереши                                        | 3                     | 1:54,73               | 1 Q                   | 2                     | 1:53,96               | 1 Q                   | 1:53,62               | 3                     |
| 200 метров баттерфляем           | Ласло Чех                                              | 4                     | 1:55,14               | 2 Q                   | 1                     | 1:55,18               | 3 Q                   | 1:56,24               | 7                     |
| 100 метров на спине              | Габор Балог                                            | 3                     | 54,48                 | 25                    | завершил выступление  | завершил выступление  | завершил выступление  | завершил выступление  | завершил выступление  |
| 200 метров на спине              | Адам Телегди                                           | 2                     | 1:59,09               | 19                    | завершил выступление  | завершил выступление  | завершил выступление  | завершил выступление  | завершил выступление  |
| 200 метров на спине              | Давид Фёльдхази                                        | 3                     | 1:59,69               | 22                    | завершил выступление  | завершил выступление  | завершил выступление  | завершил выступление  | завершил выступление  |
| 100 метров брассом               | Даниель Дьюрта                                         | 4                     | 1:00,26               | 16                    | завершил выступление  | завершил выступление  | завершил выступление  | завершил выступление  | завершил выступление  |
| 200 метров брассом               | Даниель Дьюрта                                         | 3                     | 2:11,28               | 17                    | завершил выступление  | завершил выступление  | завершил выступление  | завершил выступление  | завершил выступление  |
| 200 метров брассом               | Давид Хорват                                           | 1                     | 2:13,24               | 30                    | завершил выступление  | завершил выступление  | завершил выступление  | завершил выступление  | завершил выступление  |
| 200 метров комплексным плаванием | Давид Веррасто                                         | 3                     | DNS                   | —                     | завершил выступление  | завершил выступление  | завершил выступление  | завершил выступление  | завершил выступление  |
| 400 метров комплексным плаванием | Гергей Дьюрта                                          | 3                     | 4:14,81               | 11                    | не проводится         | не проводится         | не проводится         | завершил выступление  | завершил выступление  |
| 400 метров комплексным плаванием | Давид Веррасто                                         | 3                     | 4:15,04               | 12                    | не проводится         | не проводится         | не проводится         | завершил выступление  | завершил выступление  |
| Эстафета                         | Предварительный раунд                                  | Предварительный раунд | Предварительный раунд | Предварительный раунд | Финал                 | Финал                 | Финал                 | Финал                 | Финал                 |
| Эстафета                         | Состав                                                 | Заплыв                | Результат             | Место                 | Состав                | Состав                | Состав                | Результат             | Место                 |
| 4×100 метров вольным стилем      | Доминик Козма Рихард Бохуш Кристиан Такач Петер Холода | 2                     | DSQ                   | —                     | завершили выступление | завершили выступление | завершили выступление | завершили выступление | завершили выступление |
| 4×200 метров вольным стилем      | Петер Бернек Гергё Киш Беньямин Грац Доминик Козма     | 2                     | DSQ                   | —                     | завершили выступление | завершили выступление | завершили выступление | завершили выступление | завершили выступление |
| 4×100 метров комбинированная     |                                                        |                       |                       |                       |                       |                       |                       |                       |                       |

Открытая вода
| Дистанция     | Спортсмены | Результат | Место | Отставание |
| ------------- | ---------- | --------- | ----- | ---------- |
| 10 километров | Марк Папп  |           |       |            |

Женщины
| Дистанция                        | Спортсмены                                              | Предварительный раунд | Предварительный раунд | Предварительный раунд | Полуфинал             | Полуфинал             | Полуфинал             | Финал                 | Финал                 |
| Дистанция                        | Спортсмены                                              | Заплыв                | Результат             | Место                 | Заплыв                | Результат             | Место                 | Результат             | Место                 |
| -------------------------------- | ------------------------------------------------------- | --------------------- | --------------------- | --------------------- | --------------------- | --------------------- | --------------------- | --------------------- | --------------------- |
| 50 метров вольным стилем         | Флора Мольнар                                           |                       |                       |                       |                       |                       |                       |                       |                       |
| 200 метров вольным стилем        | Айна Кешей                                              | 4                     | 1:59,20               | 25                    | завершила выступление | завершила выступление | завершила выступление | завершила выступление | завершила выступление |
| 200 метров вольным стилем        | Эвелин Веррасто                                         | 3                     | 1:59,44               | 28                    | завершила выступление | завершила выступление | завершила выступление | завершила выступление | завершила выступление |
| 400 метров вольным стилем        | Богларка Капаш                                          | 4                     | 4:04,11               | 7 Q                   | не проводится         | не проводится         | не проводится         | 4:02,37               | 4                     |
| 400 метров вольным стилем        | Айна Кешей                                              | 2                     | 4:12,40               | 21                    | не проводится         | не проводится         | не проводится         | завершила выступление | завершила выступление |
| 800 метров вольным стилем        | Богларка Капаш                                          |                       |                       |                       | не проводится         | не проводится         | не проводится         |                       |                       |
| 800 метров вольным стилем        | Эва Ристов                                              |                       |                       |                       | не проводится         | не проводится         | не проводится         |                       |                       |
| 100 метров баттерфляем           | Лилиана Силадьи                                         | 4                     | 57,70                 | 9 Q                   | 1                     | 58,31                 | 12                    | завершила выступление | завершила выступление |
| 200 метров баттерфляем           | Лилиана Силадьи                                         | 4                     | 2:06,99               | 4 Q                   | 1                     | 2:07,34               | 10                    | завершила выступление | завершила выступление |
| 200 метров баттерфляем           | Катинка Хоссу                                           | 3                     | DNS                   | завершила выступление | завершила выступление | завершила выступление | завершила выступление | завершила выступление | завершила выступление |
| 100 метров на спине              | Катинка Хоссу                                           | 5                     | 59,13                 | 4 Q                   | 2                     | 58,94                 | 2 Q                   | 58,45                 | 1                     |
| 200 метров на спине              | Река Дьёрдь                                             |                       |                       |                       |                       |                       |                       |                       |                       |
| 200 метров на спине              | Катинка Хоссу                                           |                       |                       |                       |                       |                       |                       |                       |                       |
| 100 метров брассом               | Анна Станкович                                          | 3                     | 1:08,06               | 25                    | завершила выступление | завершила выступление | завершила выступление | завершила выступление | завершила выступление |
| 200 метров брассом               | Дальма Шебештьен                                        | 3                     | 2:27,94               | 19                    | завершила выступление | завершила выступление | завершила выступление | завершила выступление | завершила выступление |
| 200 метров брассом               | Анна Станкович                                          | 3                     | 2:27,97               | 20                    | завершила выступление | завершила выступление | завершила выступление | завершила выступление | завершила выступление |
| 200 метров комплексным плаванием | Катинка Хоссу                                           | 5                     | 2:07,45               | 1 Q                   | 2                     | 2:08,13               | 2 Q                   | 2:06,58               | 1                     |
| 200 метров комплексным плаванием | Жужанна Якабош                                          | 5                     | 2:11,69               | 9 Q                   | 2                     | 2:12,05               | 10                    | завершила выступление | завершила выступление |
| 400 метров комплексным плаванием | Катинка Хоссу                                           | 5                     | 4:28,58               | 1 Q                   | не проводится         | не проводится         | не проводится         | 4:26,36               | 1                     |
| 400 метров комплексным плаванием | Жужанна Якабош                                          | 5                     | 4:38,52               | 13                    | не проводится         | не проводится         | не проводится         | завершила выступление | завершила выступление |
| Эстафета                         | Предварительный раунд                                   | Предварительный раунд | Предварительный раунд | Предварительный раунд | Финал                 | Финал                 | Финал                 | Финал                 | Финал                 |
| Эстафета                         | Состав                                                  | Заплыв                | Результат             | Место                 | Состав                | Состав                | Состав                | Результат             | Место                 |
| 4×200 метров вольным стилем      | Эвелин Веррасто Айна Кешей Богларка Капаш Катинка Хоссу | 2                     | 7:51,17               | 5 Q                   |                       |                       |                       |                       |                       |

Открытая вода
| Дистанция     | Спортсмены | Результат | Место | Отставание |
| ------------- | ---------- | --------- | ----- | ---------- |
| 10 километров | Эва Ристов |           |       |            |

#### Прыжки в воду
Женщины
| Соревнование     | Спортсмены   | Предварительный раунд | Предварительный раунд | Полуфинал | Полуфинал | Финал     | Финал |
| Соревнование     | Спортсмены   | Результат             | Место                 | Результат | Место     | Результат | Место |
| ---------------- | ------------ | --------------------- | --------------------- | --------- | --------- | --------- | ----- |
| вышка, 10 метров | Виллё Кормош |                       |                       |           |           |           |       |

### Гимнастика

#### Спортивная гимнастика
В квалификационном раунде проходил отбор, как в финал командного многоборья, так и в финалы личных дисциплин. В финал индивидуального многоборья отбиралось 24 спортсмена с наивысшими результатами, а в финалы отдельных упражнений по 8 спортсменов, причём в финале личных дисциплин страна не могла быть представлена более, чем 2 спортсменами. В командном многоборье в квалификации на каждом снаряде выступали по 4 спортсмена, а в зачёт шли три лучших результата. В финале командных соревнований на каждом снаряде выступало по три спортсмена и все три результата шли в зачёт.
Мужчины
Индивидуальные упражнения
| Соревнование | Спортсмены  | Квалификация | Квалификация | Финал                | Финал                |
| Соревнование | Спортсмены  | Очки         | Место        | Очки                 | Место                |
| ------------ | ----------- | ------------ | ------------ | -------------------- | -------------------- |
| конь         | Вид Хидвеги | 15,233       | 9            | Завершил выступление | Завершил выступление |

Женщины
Многоборья
| Соревнование      | Спортсмены  | Квалификация   | Квалификация        | Квалификация | Квалификация       | Квалификация | Квалификация | Финал                 | Финал                 | Финал                 | Финал                 | Финал                 | Финал                 |
| Соревнование      | Спортсмены  | Опорный прыжок | Разновысокие брусья | Бревно       | Вольные упражнения | Всего        | Место        | Опорный прыжок        | Разновысокие брусья   | Бревно                | Вольные упражнения    | Всего                 | Место                 |
| ----------------- | ----------- | -------------- | ------------------- | ------------ | ------------------ | ------------ | ------------ | --------------------- | --------------------- | --------------------- | --------------------- | --------------------- | --------------------- |
| личное многоборье | Жофия Ковач | 14,866         | 14,733              | 12,233       | 12,766             | 54,598       | 33           | Завершила выступление | Завершила выступление | Завершила выступление | Завершила выступление | Завершила выступление | Завершила выступление |

Индивидуальные упражнения
| Соревнование        | Спортсмены  | Квалификация | Квалификация | Финал                 | Финал                 |
| Соревнование        | Спортсмены  | Очки         | Место        | Очки                  | Место                 |
| ------------------- | ----------- | ------------ | ------------ | --------------------- | --------------------- |
| опорный прыжок      | Жофия Ковач | 14,512       | 14           | Завершила выступление | Завершила выступление |
| разновысокие брусья | Жофия Ковач | 14,733       | 24           | Завершила выступление | Завершила выступление |
| бревно              | Жофия Ковач | 12,233       | 72           | Завершила выступление | Завершила выступление |
| вольные упражнения  | Жофия Ковач | 12,766       | 64           | Завершила выступление | Завершила выступление |

### Гребля на байдарках и каноэ

#### Гребля на гладкой воде
Соревнования по гребле на байдарках и каноэ на гладкой воде проходят в лагуне Родригу-ди-Фрейташ, которая находится на территории города Рио-де-Жанейро. В каждой дисциплине соревнования проходят в три этапа: предварительный раунд, полуфинал и финал.
Мужчины
| Соревнование                   | Спортсмены                                                  | Предварительный раунд | Предварительный раунд | Предварительный раунд | Полуфинал | Полуфинал | Полуфинал | Финал | Финал | Итоговое место |
| Соревнование                   | Спортсмены                                                  | Заплыв                | Время                 | Место                 | Заплыв    | Время     | Место     | Время | Место | Итоговое место |
| ------------------------------ | ----------------------------------------------------------- | --------------------- | --------------------- | --------------------- | --------- | --------- | --------- | ----- | ----- | -------------- |
| байдарки-одиночки, 200 метров  | Петер Мольнар                                               |                       |                       |                       |           |           |           |       |       |                |
| байдарки-одиночки, 1000 метров | Балинт Копас                                                |                       |                       |                       |           |           |           |       |       |                |
| байдарки-двойки, 200 метров    | Петер Мольнар Шандор Тотка                                  |                       |                       |                       |           |           |           |       |       |                |
| байдарки-двойки, 1000 метров   | Беньямин Цеинер Тибор Хуфнагель                             |                       |                       |                       |           |           |           |       |       |                |
| байдарки-четвёрки, 1000 метров | Беньямин Цеинер Тибор Хуфнагель Аттила Куглер Тамаш Шоморац |                       |                       |                       |           |           |           |       |       |                |
| каноэ-одиночки, 200 метров     | Йонатан Хайду                                               |                       |                       |                       |           |           |           |       |       |                |
| каноэ-одиночки, 1000 метров    | Хенрик Вашбаньяи                                            |                       |                       |                       |           |           |           |       |       |                |
| каноэ-двойки, 1000 метров      | Хенрик Вашбаньяи Роберт Мике                                |                       |                       |                       |           |           |           |       |       |                |

Женщины
| Соревнование                  | Спортсмены                                                    | Предварительный раунд | Предварительный раунд | Предварительный раунд | Полуфинал | Полуфинал | Полуфинал | Финал | Финал | Итоговое место |
| Соревнование                  | Спортсмены                                                    | Заплыв                | Время                 | Место                 | Заплыв    | Время     | Место     | Время | Место | Итоговое место |
| ----------------------------- | ------------------------------------------------------------- | --------------------- | --------------------- | --------------------- | --------- | --------- | --------- | ----- | ----- | -------------- |
| байдарки-одиночки, 200 метров | Наташа Душев-Янич                                             |                       |                       |                       |           |           |           |       |       |                |
| байдарки-одиночки, 500 метров | Данута Козак                                                  |                       |                       |                       |           |           |           |       |       |                |
| байдарки-двойки, 500 метров   | Габриэлла Сабо Данута Козак                                   |                       |                       |                       |           |           |           |       |       |                |
| байдарки-четвёрки, 500 метров | Габриэлла Сабо Данута Козак Тамара Чипеш Кристина Фазекаш Цур |                       |                       |                       |           |           |           |       |       |                |

### Дзюдо
Соревнования по дзюдо проводились по системе с выбыванием. В утешительные раунды попадали спортсмены, проигравшие полуфиналистам турнира. Два спортсмена, одержавших победу в утешительном раунде, в поединке за бронзу сражались с дзюдоистами, проигравшими в полуфинале.
Мужчины
| Категория    | Спортсмены      | 1/32 финала        | 1/16 финала             | 1/8 финала                | Четвертьфинал           | Полуфинал                      | Финал                      | Место |
| Категория    | Спортсмены      | Соперник Результат | Соперник Результат      | Соперник Результат        | Соперник Результат      | Соперник Результат             | Соперник Результат         | Место |
| ------------ | --------------- | ------------------ | ----------------------- | ------------------------- | ----------------------- | ------------------------------ | -------------------------- | ----- |
| до 73 кг     | Миклош Унгвари  | не участвовал      | PORН. Сарайва В 011:000 | NEDД. Элмонт В 100:000    | AZEР. Оруджев П 000:010 | Утешительный турнир            | Утешительный турнир        | 5     |
| до 73 кг     | Миклош Унгвари  | не участвовал      | PORН. Сарайва В 011:000 | NEDД. Элмонт В 100:000    | AZEР. Оруджев П 000:010 | USAН. Дельпополо В 000s1:000s2 | BELД. ван Тихелт П 000:100 | 5     |
| до 81 кг     | Ласло Чокньяи   | не участвовал      | JPNТ. Нагасэ П 000:001  | завершил выступление      | завершил выступление    | завершил выступление           | завершил выступление       | 17    |
| до 90 кг     | Кристиан Тот    | не участвовал      | KENК. Санг В 100:000    | CHNЧэн Сюньчжао П 000:100 | завершил выступление    | завершил выступление           | завершил выступление       | 9     |
| до 100 кг    | Миклош Цирьенич |                    |                         |                           |                         |                                |                            |       |
| свыше 100 кг | Барна Бор       |                    |                         |                           |                         |                                |                            |       |

Женщины
| Категория | Спортсмены     | 1/16 финала                | 1/8 финала                     | Четвертьфинал          | Полуфинал                  | Финал                 | Место |
| Категория | Спортсмены     | Соперник Результат         | Соперник Результат             | Соперник Результат     | Соперник Результат         | Соперник Результат    | Место |
| --------- | -------------- | -------------------------- | ------------------------------ | ---------------------- | -------------------------- | --------------------- | ----- |
| до 48 кг  | Эва Черновицки | не участвовала             | UKRМ. Черняк В 003:000         | ARGП. Парето П 000:010 | Утешительный турнир        | Утешительный турнир   | 7     |
| до 48 кг  | Эва Черновицки | не участвовала             | UKRМ. Черняк В 003:000         | ARGП. Парето П 000:010 | KAZГ. Отгонцэцэг П 000:100 | завершила выступление | 7     |
| до 57 кг  | Хедвиг Каракаш | TKMР. Нурджавова В 101:000 | CANК. Бошмен-Пинар В 000:000s1 | BRAР. Силва П 000:010  | Утешительный турнир        | Утешительный турнир   | 7     |
| до 57 кг  | Хедвиг Каракаш | TKMР. Нурджавова В 101:000 | CANК. Бошмен-Пинар В 000:000s1 | BRAР. Силва П 000:010  | TPEЛянь Чжэньлин П 000:001 | завершила выступление | 7     |
| до 78 кг  | Абигель Йоо    |                            |                                |                        |                            |                       |       |

### Лёгкая атлетика
Мужчины
Беговые дисциплины
| Дисциплина                    | Спортсмен  | Предварительный раунд | Предварительный раунд | Предварительный раунд | Четвертьфиналы | Четвертьфиналы | Четвертьфиналы | Полуфиналы | Полуфиналы | Полуфиналы | Финал | Финал |
| Дисциплина                    | Спортсмен  | Забег                 | Время                 | Место                 | Забег          | Время          | Место          | Забег      | Время      | Место      | Время | Место |
| ----------------------------- | ---------- | --------------------- | --------------------- | --------------------- | -------------- | -------------- | -------------- | ---------- | ---------- | ---------- | ----- | ----- |
| бег на 110 метров с барьерами | Балаж Байи |                       |                       |                       | не проводится  | не проводится  | не проводится  |            |            |            |       |       |

Шоссейные дисциплины
| Дисциплина              | Спортсмен       | Время | Место | Отставание |
| ----------------------- | --------------- | ----- | ----- | ---------- |
| марафон                 | Гашпар Чере     |       |       |            |
| марафон                 | Габор Йожа      |       |       |            |
| ходьба на 20 километров | Мате Хелебрандт |       |       |            |
| ходьба на 50 километров | Шандор Рац      |       |       |            |
| ходьба на 50 километров | Миклош Шрп      |       |       |            |
| ходьба на 50 километров | Бенце Веньерчан |       |       |            |

Технические дисциплины
| Дисциплина     | Спортсмен     | Квалификация | Квалификация | Финал     | Финал |
| Дисциплина     | Спортсмен     | Результат    | Место        | Результат | Место |
| -------------- | ------------- | ------------ | ------------ | --------- | ----- |
| метание диска  | Золтан Кёваго |              |              |           |       |
| метание молота | Кристиан Парш |              |              |           |       |

Женщины
Шоссейные дисциплины
| Дисциплина              | Спортсмен        | Время | Место | Отставание |
| ----------------------- | ---------------- | ----- | ----- | ---------- |
| марафон                 | Жофия Эрдейи     |       |       |            |
| марафон                 | Кристина Папп    |       |       |            |
| марафон                 | Тюнде Сабо       |       |       |            |
| ходьба на 20 километров | Виктория Мадарас |       |       |            |
| ходьба на 20 километров | Барбара Ковач    |       |       |            |
| ходьба на 20 километров | Рита Речеи       |       |       |            |

Технические дисциплины
| Дисциплина      | Спортсмен    | Квалификация | Квалификация | Финал     | Финал |
| Дисциплина      | Спортсмен    | Результат    | Место        | Результат | Место |
| --------------- | ------------ | ------------ | ------------ | --------- | ----- |
| прыжок в высоту | Барбара Сабо |              |              |           |       |
| толкание ядра   | Анита Мартон |              |              |           |       |

Многоборье
| Дисциплина | Спортсмен      | Параметр  | 100 м с/б | высота | ядро | 200 м | длина | копьё | 800 м | Всего очков | Итоговое место |
| ---------- | -------------- | --------- | --------- | ------ | ---- | ----- | ----- | ----- | ----- | ----------- | -------------- |
| семиборье  | Дьёрдьи Фаркаш | Результат |           |        |      |       |       |       |       |             |                |
| семиборье  | Дьёрдьи Фаркаш | Очки      |           |        |      |       |       |       |       |             |                |
| семиборье  | Дьёрдьи Фаркаш | Место     |           |        |      |       |       |       |       |             |                |
| семиборье  | Ксения Крижан  | Результат |           |        |      |       |       |       |       |             |                |
| семиборье  | Ксения Крижан  | Очки      |           |        |      |       |       |       |       |             |                |
| семиборье  | Ксения Крижан  | Место     |           |        |      |       |       |       |       |             |                |

### Настольный теннис
Соревнования по настольному теннису проходили по системе плей-офф. Каждый матч продолжается до тех пор, пока один из теннисистов не выигрывает 4 партии. Сильнейшие 16 спортсменов начинали соревнования с третьего раунда, следующие 16 по рейтингу стартовали со второго раунда.
Мужчины
| Соревнование     | Спортсмены      | Квалификация       | Первый раунд            | Второй раунд         | Третий раунд         | 1/8 финала           | 1/4 финала           | Полуфинал            | Финал                |
| Соревнование     | Спортсмены      | Соперник Результат | Соперник Результат      | Соперник Результат   | Соперник Результат   | Соперник Результат   | Соперник Результат   | Соперник Результат   | Соперник Результат   |
| ---------------- | --------------- | ------------------ | ----------------------- | -------------------- | -------------------- | -------------------- | -------------------- | -------------------- | -------------------- |
| одиночный разряд | Адам Паттантиуш | Не участвовал      | KAZК. Герасименко В 4:1 | QATЛи Пин (21) П 0:4 | завершил выступление | завершил выступление | завершил выступление | завершил выступление | завершил выступление |

Женщины
| Соревнование     | Спортсмены         | Квалификация       | Первый раунд             | Второй раунд             | Третий раунд            | 1/8 финала            | 1/4 финала            | Полуфинал             | Финал                 |
| Соревнование     | Спортсмены         | Соперник Результат | Соперник Результат       | Соперник Результат       | Соперник Результат      | Соперник Результат    | Соперник Результат    | Соперник Результат    | Соперник Результат    |
| ---------------- | ------------------ | ------------------ | ------------------------ | ------------------------ | ----------------------- | --------------------- | --------------------- | --------------------- | --------------------- |
| одиночный разряд | Георгина Пота (24) | Не участвовала     | Не участвовала           | CANЧжан Мо В 4:1         | HKGДу Хойкем (13) П 1:4 | завершила выступление | завершила выступление | завершила выступление | завершила выступление |
| одиночный разряд | Петра Ловаш        | Не участвовала     | EGYН. Эль-Давлатли В 4:0 | PRKЛи Мён Сун (21) П 1:4 | завершила выступление   | завершила выступление | завершила выступление | завершила выступление | завершила выступление |

### Парусный спорт
Соревнования по парусному спорту в каждом из классов состояли из 10 или 12 гонок. Каждую гонку спортсмены начинали с общего старта. Победителем становился экипаж, первым пересекший финишную черту. Количество очков, идущих в общий зачёт, соответствовало занятому командой месту. 10 лучших экипажей по результатам предварительных заплывов попадали в медальную гонку, результаты которой также шли в общий зачёт. В медальной гонке, очки, полученные экипажем удваивались. В случае если участник соревнований не смог завершить гонку ему начислялось количество очков, равное количеству участников плюс один. При итоговом подсчёте очков не учитывался худший результат, показанный экипажем в одной из гонок. Сборная, набравшая наименьшее количество очков, становится олимпийским чемпионом.
Мужчины
| Класс | Спортсмены       | Гонка | Гонка | Гонка | Гонка | Гонка  | Гонка | Гонка | Гонка  | Гонка | Гонка | Гонка         | Гонка         | Гонка         | Очки | Место |
| Класс | Спортсмены       | 1     | 2     | 3     | 4     | 5      | 6     | 7     | 8      | 9     | 10    | 11            | 12            | M             | Очки | Место |
| ----- | ---------------- | ----- | ----- | ----- | ----- | ------ | ----- | ----- | ------ | ----- | ----- | ------------- | ------------- | ------------- | ---- | ----- |
| RS:X  | Арон Гадорфальви | 30    | 28    | 29    | 25    | 20     | 20    | 25    | 37 DNF | 26    | 27    | 24            | 23            | не участвовал | 277  | 25    |
| Лазер | Беньямин Ваднаи  | 9     | 44    | 21    | 21    | 47 DSQ | 30    | 30    | 39     | 29    | 25    | не проводится | не проводится | не участвовал | 248  | 33    |
| Финн  | Жомбор Берец     |       |       |       |       |        |       |       |        |       |       | не проводится | не проводится |               |      |       |

Женщины
| Класс        | Спортсменка   | Гонка | Гонка | Гонка | Гонка | Гонка | Гонка | Гонка | Гонка | Гонка | Гонка  | Гонка         | Гонка         | Гонка          | Очки | Место |
| Класс        | Спортсменка   | 1     | 2     | 3     | 4     | 5     | 6     | 7     | 8     | 9     | 10     | 11            | 12            | M              | Очки | Место |
| ------------ | ------------- | ----- | ----- | ----- | ----- | ----- | ----- | ----- | ----- | ----- | ------ | ------------- | ------------- | -------------- | ---- | ----- |
| RS:X         | Шара Чольноки | 22    | 14    | 21    | 19    | 23    | 24    | 13    | 22    | 25    | 27 DNF | 25            | 27 DNF        | не участвовала | 235  | 23    |
| Лазер Радиал | Мария Эрди    |       |       |       |       |       |       |       |       |       |        | не проводится | не проводится |                |      |       |

### Современное пятиборье
Современное пятиборье включает в себя: стрельбу, плавание, фехтование, верховую езду и бег. Как и на предыдущих Играх бег и стрельба были объединены в один вид — комбайн. В комбайне спортсмены стартовали с гандикапом, набранным за предыдущие три дисциплины (4 очка = 1 секунда). Олимпийским чемпионом становится спортсмен, который пересекает финишную линию первым.
Мужчины
| Соревнование      | Спортсмены    | Фехтование | Фехтование | Фехтование | Плавание | Плавание | Плавание | Верховая езда | Верховая езда | Верховая езда | Комбайн | Комбайн | Комбайн | Всего     | Всего |
| Соревнование      | Спортсмены    | Побед      | Очки       | Место      | Время    | Очки     | Место    | Штраф         | Очки          | Место         | Время   | Очки    | Место   | Результат | Место |
| ----------------- | ------------- | ---------- | ---------- | ---------- | -------- | -------- | -------- | ------------- | ------------- | ------------- | ------- | ------- | ------- | --------- | ----- |
| личное первенство | Адам Мароши   |            |            |            |          |          |          |               |               |               |         |         |         |           |       |
| личное первенство | Бенце Деметер |            |            |            |          |          |          |               |               |               |         |         |         |           |       |

Женщины
| Соревнование      | Спортсмены      | Фехтование | Фехтование | Фехтование | Плавание | Плавание | Плавание | Верховая езда | Верховая езда | Верховая езда | Комбайн | Комбайн | Комбайн | Всего     | Всего |
| Соревнование      | Спортсмены      | Побед      | Очки       | Место      | Время    | Очки     | Место    | Штраф         | Очки          | Место         | Время   | Очки    | Место   | Результат | Место |
| ----------------- | --------------- | ---------- | ---------- | ---------- | -------- | -------- | -------- | ------------- | ------------- | ------------- | ------- | ------- | ------- | --------- | ----- |
| личное первенство | Шаролта Ковач   |            |            |            |          |          |          |               |               |               |         |         |         |           |       |
| личное первенство | Жофия Фёльдхажи |            |            |            |          |          |          |               |               |               |         |         |         |           |       |

### Стрельба
В январе 2013 года Международная федерация спортивной стрельбы приняла новые правила проведения соревнований на 2013—2016 года, которые, в частности, изменили порядок проведения финалов. Во многих дисциплинах спортсмены, прошедшие в финал, теперь начинают решающий раунд без очков, набранных в квалификации, а финал проходит по системе с выбыванием. Также в финалах после каждого раунда стрельбы из дальнейшей борьбы выбывает спортсмен с наименьшим количеством баллов. В скоростном пистолете решающие поединки проходят по системе попал-промах. В стендовой стрельбе добавился полуфинальный раунд, где определяются по два участника финального матча и поединка за третье место.
Мужчины
| Соревнование                          | Спортсмены     | Квалификация | Квалификация | Полуфинал     | Полуфинал     | Финал                | Финал                |
| Соревнование                          | Спортсмены     | Результат    | Место        | Результат     | Место         | Соперник/ Результат  | Место                |
| ------------------------------------- | -------------- | ------------ | ------------ | ------------- | ------------- | -------------------- | -------------------- |
| пневматическая винтовка, 10 метров    | Петер Шиди     | 625,9        | 6 Q          | не проводится | не проводится | 142,7                | 5                    |
| пневматическая винтовка, 10 метров    | Иштван Пени    | 624,0        | 13           | не проводится | не проводится | завершил выступление | завершил выступление |
| винтовка лёжа, 50 метров              | Норберт Сабиан |              |              | не проводится | не проводится |                      |                      |
| винтовка лёжа, 50 метров              | Петер Шиди     |              |              | не проводится | не проводится |                      |                      |
| винтовка из трёх положений, 50 метров | Иштван Пени    |              |              | не проводится | не проводится |                      |                      |
| винтовка из трёх положений, 50 метров | Петер Шиди     |              |              | не проводится | не проводится |                      |                      |
| пневматический пистолет, 10 метров    | Миклош Татраи  | 567          | 42           | не проводится | не проводится | завершил выступление | завершил выступление |
| пистолет, 50 метров                   | Миклош Татраи  | 539          | 34           | не проводится | не проводится | завершил выступление | завершил выступление |

Женщины
| Соревнование                          | Спортсмены        | Квалификация | Квалификация | Полуфинал             | Полуфинал             | Финал                 | Финал                 |
| Соревнование                          | Спортсмены        | Результат    | Место        | Результат             | Место                 | Соперник/ Результат   | Место                 |
| ------------------------------------- | ----------------- | ------------ | ------------ | --------------------- | --------------------- | --------------------- | --------------------- |
| пневматическая винтовка, 10 метров    | Юлианна Мишкольци | 414,0        | 22           | не проводится         | не проводится         | завершила выступление | завершила выступление |
| винтовка из трёх положений, 50 метров | Юлианна Мишкольци |              |              | не проводится         | не проводится         |                       |                       |
| пневматический пистолет, 10 метров    | Рената Тобаи-Шике | 380          | 17           | не проводится         | не проводится         | завершила выступление | завершила выступление |
| пневматический пистолет, 10 метров    | Виктория Эгри     | 376          | 36           | не проводится         | не проводится         | завершила выступление | завершила выступление |
| пистолет, 25 метров                   | Жофия Чонка       | 581          | 10           | завершила выступление | завершила выступление | завершила выступление | завершила выступление |
| пистолет, 25 метров                   | Рената Тобаи-Шике | 577          | 16           | завершила выступление | завершила выступление | завершила выступление | завершила выступление |

### Теннис
Соревнования пройдут на кортах олимпийского теннисного центра. Теннисные матчи будут проходить на кортах с твёрдым покрытием DecoTurf, на которых также проходит и Открытый чемпионат США.
Женщины
| Соревнование     | Спортсмены                | 1/32 финала                   | 1/16 финала                         | 1/8 финала            | Четвертьфинал         | Полуфинал             | Финал                 | Место                 |
| Соревнование     | Спортсмены                | Соперник Результат            | Соперник Результат                  | Соперник Результат    | Соперник Результат    | Соперник Результат    | Соперник Результат    | Место                 |
| ---------------- | ------------------------- | ----------------------------- | ----------------------------------- | --------------------- | --------------------- | --------------------- | --------------------- | --------------------- |
| одиночный разряд | Тимея Бабош               | CZEП. Квитова (11) П 1:6, 2:6 | завершила выступление               | завершила выступление | завершила выступление | завершила выступление | завершила выступление | завершила выступление |
| парный разряд    | Тимея Бабош Река-Луца Яни | Не проводится                 | ROUК.-А. Миту / Р. Олару П 3:6, 4:6 | завершили выступление | завершили выступление | завершили выступление | завершили выступление | завершили выступление |

### Триатлон
Соревнования по триатлону пройдут на территории форта Копакабана. Дистанция состоит из 3-х этапов — плавание (1,5 км), велоспорт (43 км), бег (10 км).
Мужчины
| Соревнование              | Спортсмены    | Плавание | Смена | Велоспорт | Смена | Бег | Итоговое время | Место | Отставание |
| ------------------------- | ------------- | -------- | ----- | --------- | ----- | --- | -------------- | ----- | ---------- |
| индивидуальное первенство | Тамаш Тот     |          |       |           |       |     |                |       |            |
| индивидуальное первенство | Габор Фальдум |          |       |           |       |     |                |       |            |

Женщины
| Соревнование              | Спортсмены   | Плавание | Смена | Велоспорт | Смена | Бег | Итоговое время | Место | Отставание |
| ------------------------- | ------------ | -------- | ----- | --------- | ----- | --- | -------------- | ----- | ---------- |
| индивидуальное первенство | Маргит Ванек |          |       |           |       |     |                |       |            |
| индивидуальное первенство | Жофия Ковач  |          |       |           |       |     |                |       |            |

### Тяжёлая атлетика
Каждый НОК самостоятельно выбирает категорию в которой выступит её тяжелоатлет. В рамках соревнований проводятся два упражнения — рывок и толчок. В каждом из упражнений спортсмену даётся 3 попытки. Победитель определяется по сумме двух упражнений. При равенстве результатов победа присуждается спортсмену, с меньшим собственным весом.
Мужчины
| Категория | Спортсмены | Вес | Рывок | Рывок | Рывок | Толчок | Толчок | Толчок | Всего | Место |
| Категория | Спортсмены | Вес | 1     | 2     | 3     | 1      | 2      | 3      | Всего | Место |
| --------- | ---------- | --- | ----- | ----- | ----- | ------ | ------ | ------ | ----- | ----- |
|           |            |     |       |       |       |        |        |        |       |       |

### Фехтование
В индивидуальных соревнованиях спортсмены сражаются три раунда по три минуты, либо до того момента, как один из спортсменов нанесёт 15 уколов. В командных соревнованиях поединок идёт 9 раундов по 3 минуты каждый, либо до 45 уколов. Если по окончании времени в поединке зафиксирован ничейный результат, то назначается дополнительная минута до «золотого» укола.
Мужчины
| Соревнование         | Спортсмены        | 1/32 финала                  | 1/16 финала                    | 1/8 финала                  | Четвертьфинал               | Полуфинал                | Финал                      | Место |
| Соревнование         | Спортсмены        | Соперник Результат           | Соперник Результат             | Соперник Результат          | Соперник Результат          | Соперник Результат       | Соперник Результат         | Место |
| -------------------- | ----------------- | ---------------------------- | ------------------------------ | --------------------------- | --------------------------- | ------------------------ | -------------------------- | ----- |
| индивидуальная шпага | Геза Имре (4)     | не участвовал                | COLДж. Э. Родригес (29) В 15:8 | HUNГ. Боцко (13) В 15:8     | ESTН. Новосёлов (21) В 15:9 | FRAГ. Грюмье (1) В 15:13 | KORПак Сан Ён (18) П 14:15 | 2     |
| индивидуальная шпага | Габор Боцко (13)  | не участвовал                | SENА. Бузе (20) В 15:9         | HUNГ. Имре (4) П 8:15       | завершил выступление        | завершил выступление     | завершил выступление       | 13    |
| индивидуальная шпага | Андраш Редли (27) | IOAА. Аль-Шатти (38) В 14:13 | FRAЯ. Борель (6) П 9:15        | завершил выступление        | завершил выступление        | завершил выступление     | завершил выступление       | 28    |
| командная шпага      |                   | не проводится                | не проводится                  |                             |                             |                          |                            |       |
| индивидуальная сабля | Арон Силадьи (4)  | не проводится                | MEXХ. Айала (29) В 15:9        | BLRА. Буйкевич (13) В 15:12 | ROUТ. Долничану (5) В 15:10 | KORКим Джон Хван (1) :   |                            |       |
| индивидуальная сабля | Тамаш Дечи (25)   | не проводится                | RUSН. Ковалёв (8) П 10:15      | завершил выступление        | завершил выступление        | завершил выступление     | завершил выступление       | 26    |

Женщины
| Соревнование          | Спортсмены        | 1/32 финала        | 1/16 финала                  | 1/8 финала                   | Четвертьфинал          | Полуфинал               | Финал                      | Место |
| Соревнование          | Спортсмены        | Соперник Результат | Соперник Результат           | Соперник Результат           | Соперник Результат     | Соперник Результат      | Соперник Результат         | Место |
| --------------------- | ----------------- | ------------------ | ---------------------------- | ---------------------------- | ---------------------- | ----------------------- | -------------------------- | ----- |
| индивидуальная шпага  | Эмеше Сас (6)     | не участвовала     | ESTЮ. Беляева (27) В 15:11   | KORКан Ён Ми (22) В 15:11    | JPNН. Сато (30) В 15:4 | FRAЛ. Рамби (26) В 10:6 | ITAР. Фьяминго (4) В 15:13 | 1     |
| индивидуальная рапира | Аида Мохамед (15) | не участвовала     | С. Гарсия (COL) (18) В 15:12 | RUSИ. Дериглазова (2) П 6:15 | завершила выступление  | завершила выступление   | завершила выступление      | 14    |
| индивидуальная рапира | Эдина Кнапек (13) | не участвовала     | CHNЛю Юнши (20) П 9:15       | завершила выступление        | завершила выступление  | завершила выступление   | завершила выступление      | 19    |
| индивидуальная сабля  | Анна Мартон (4)   | не участвовала     | VENА. Бенитес (29) В 15:14   | FRAМ. Брюне (20) П 12:15     | завершила выступление  | завершила выступление   | завершила выступление      | 10    |